# Peter Schmeichel
Peter Bolesław Schmeichel (Gladsaxe, 18 novembre 1963) è un ex calciatore danese, di ruolo portiere. Con la nazionale danese si è laureato campione d'Europa nel 1992.
Considerato uno dei più validi portieri di tutte le epoche, nonché il massimo esponente danese del ruolo, è altresì ritenuto, da molti, il miglior estremo difensore nella storia della Premier League. È stato eletto per due volte miglior portiere dell'anno IFFHS; la stessa IFFHS lo ha collocato rispettivamente al settimo e al quarto posto tra i più forti numeri 1 del XX secolo e del periodo 1987-2001. Ha difeso la porta della nazionale danese in 129 occasioni ed è stato campione d'Europa sia a livello di rappresentativa nazionale sia di club.

## Biografia
Peter Bolesław Schmeichel è nato a Søborggård, nella municipalità di Gladsaxe, da Inger, infermiera danese, e Antoni Schmeichel, jazzista polacco. Assunse la cittadinanza del paese in cui nacque solamente nel 1970, quando il padre, il piccolo Peter e le tre sorelle divennero cittadini danesi. Il secondo nome è del nonno. Trascorse i primi anni di vita a Buddinge, presso Copenaghen.
Il figlio Kasper ha seguito le orme paterne, divenendo anch'egli portiere.

## Caratteristiche tecniche
Eccellente sia tra i pali che nelle uscite, Schmeichel era un portiere estremamente agile, a dispetto del fisico possente. Leader carismatico, privo di punti deboli evidenti, era abile anche nel far ripartire l'azione grazie a un rinvio forte e preciso. Nel corso della sua carriera ha anche realizzato tredici reti.

## Carriera

### Giocatore

#### Club

Cantona e Schmeichel nella sfida d'esordio della Champions League 1996-1997 in casa della

Iniziò a giocare a calcio come portiere in una squadra del sobborgo di Høje-Gladsaxe, con cui esordì il 7 agosto 1972, all'età di otto anni. Dopo due anni senza subire gol, fu ingaggiato dal BK Hero, squadra che vantava uno dei settori giovanili più floridi della Danimarca. Il BK Hero si fuse con il Gladsaxe BK nel 1979 per formare il Gladsaxe-Hero BK, nella cui prima squadra incontrò il suo primo mentore, l'allenatore Svend Aage Hansen, che in seguito sarebbe divenuto suo suocero. Con il Gladsaxe-Hero già retrocesso in terza serie a tre giornate dalla fine del campionato, Hansen decise di far esordire Schmeichel e altri tre giocatori del vivaio contro l'IF Skjold Birkerød. La partita si chiuse con la sconfitta per 1-0, ma Schmeichel si guadagnò gli elogi dei giornali locali per la positiva prestazione. Alla fine della stagione Hansen spiegò a Schmeichel che intendeva tenerlo in squadra per altre due stagioni prima di trasferirlo allo Hvidovre al fine di tentare poi il successo in un campionato estero e guadagnare l'approdo nella nazionale danese. Schmeichel rifiutò un'offerta dalle giovanili del B 1903.
Nel 1983 passò allo Hvidovre, nella massima divisione danese, prendendo subito il posto da titolare.
Nel 1986 fu ingaggiato dal Brøndby IF, uno dei massimi club danesi, con cui vinse quattro titoli nazionali in cinque anni, arrivando anche a disputare la semifinale di Coppa UEFA del 1990-1991, dove l'eliminazione giunse solo per un gol segnato dal romanista Rudi Völler all'ultimo minuto di gioco nel ritorno all'Olimpico.
Passò al termine della stagione alla società inglese del Manchester Utd per una cifra di poco superiore al mezzo milione di sterline. A Manchester raggiunse l'apice della carriera, conquistando tutti i possibili trofei a livello di club. Dopo la vittoria di due titoli inglesi, Schmeichel ebbe un alterco con Alex Ferguson dopo una sconfitta contro il Liverpool: dopo essere stato inizialmente allontanato dalla squadra, fu reintegrato nella rosa e poté continuare la sua striscia di successi, fra i quali spiccano i tre campionati inglesi e il treble del 1999 con la conquista del titolo nazionale, FA Cup e UEFA Champions League. Quest'ultima vittoria fu la sua ultima partita con i Red Devils.
Nella stagione seguente passò ai portoghesi dello Sporting Lisbona, club in cui militò per due stagioni conquistando il titolo portoghese del 2000. Tornato in Inghilterra nel 2001 nelle file dell'Aston Villa, diventò il primo portiere a segnare un gol in Premier League il 20 ottobre di quell'anno realizzando un gol su azione contro l'Everton. Chiuse poi la carriera al Manchester City alla soglia dei 40 anni, nell'aprile 2003.

#### Nazionale

Schmeichel (a destra) con la nazionale danese nel 1989, mentre si oppone all'italiano Vialli.

Iniziò a giocare con la Danimarca nel 1987 e terminò in una partita di addio nell'aprile 2001 contro la Slovenia. In quest'arco di tempo partecipò a tutte le edizioni degli Europei dal 1988 al 2000 e al Mondiale 1998.
Nel 1992 vinse l'Europeo, venendo inserito nella squadra ideale della competizione: decisive le sue prestazioni nella semifinale contro i Paesi Bassi (in cui impedì a Bryan Roy di portare in vantaggio gli Oranje nei tempi supplementari e parò a Marco van Basten uno dei tiri di rigore che si conclusero con la vittoria dei danesi) e nella finale contro la Germania.
Il 3 giugno 2000 ha segnato una rete su rigore contro il Belgio (partita finita 2-2).

### Dopo il ritiro
Conduce l'edizione europea del programma televisivo Lavori sporchi, intitolata Lavori sporchi con Peter Schmeichel, in onda su Discovery Channel.
Nel 2006 partecipò al talent show inglese Strictly Come Dancing.
Nel marzo 2019 viene scelto come ambasciatore per l’Europeo 2020.
Alla stagione 2024/2025 è tra gli opinionisti della rete CBS Sports.

## Riconoscimenti
È entrato a far parte della Hall of fame del calcio danese.

## Statistiche

### Presenze e reti nei club
| Stagione                 | Squadra                  | Campionato               | Campionato | Campionato | Coppe nazionali | Coppe nazionali | Coppe nazionali | Coppe continentali | Coppe continentali | Coppe continentali | Altre coppe | Altre coppe | Altre coppe | Totale | Totale    |
| Stagione                 | Squadra                  | Comp                     | Pres       | Reti       | Comp            | Pres            | Reti            | Comp               | Pres               | Reti               | Comp        | Pres        | Reti        | Pres   | Reti      |
| ------------------------ | ------------------------ | ------------------------ | ---------- | ---------- | --------------- | --------------- | --------------- | ------------------ | ------------------ | ------------------ | ----------- | ----------- | ----------- | ------ | --------- |
| 1981                     | Gladsaxe-Hero            | 3D                       | ?          | ?          | -               | -               | -               | -                  | -                  | -                  | -           | -           | -           | ?      | ?         |
| 1982                     | Gladsaxe-Hero            | 3D                       | ?          | ?          | -               | -               | -               | -                  | -                  | -                  | -           | -           | -           | ?      | ?         |
| 1983                     | Gladsaxe-Hero            | 3D                       | ?          | ?          | -               | -               | -               | -                  | -                  | -                  | -           | -           | -           | ?      | ?         |
| Totale Gladsaxe-Hero     | Totale Gladsaxe-Hero     | Totale Gladsaxe-Hero     | 46         | -?         |                 | -               | -               |                    | -                  | -                  |             | -           | -           | 46     | -?        |
| 1984                     | Hvidovre                 | 1D                       | 30         | -?         | -               | -               | -               | -                  | -                  | -                  | -           | -           | -           | 30     | -?        |
| 1985                     | Hvidovre                 | 1D                       | 28         | -?; 6      | -               | -               | -               | -                  | -                  | -                  | -           | -           | -           | 28     | -?; 6     |
| 1986                     | Hvidovre                 | 2D                       | 30         | -?         | -               | -               | -               | -                  | -                  | -                  | -           | -           | -           | 30     | -?        |
| Totale Hvidovre          | Totale Hvidovre          | Totale Hvidovre          | 88         | -?; 6      |                 | -               | -               |                    | -                  | -                  |             | -           | -           | 88     | -?; 6     |
| 1987                     | Brøndby                  | 1D                       | 23         | -?; 2      | -               | -               | -               | CC                 | 2                  | -2                 | -           | -           | -           | 25     | -2+; 2    |
| 1988                     | Brøndby                  | 1D                       | 26         | -?         | -               | -               | -               | CU                 | 4                  | -4                 | -           | -           | -           | 30     | -4+       |
| 1989                     | Brøndby                  | 1D                       | 26         | -?         | -               | -               | -               | CC                 | 2                  | -2                 | -           | -           | -           | 28     | -2+       |
| 1990                     | Brøndby                  | 1D                       | 26         | -?         | -               | -               | -               | CC                 | 2                  | -4                 | -           | -           | -           | 28     | -4+       |
| 1991                     | Brøndby                  | SL                       | 18         | -15        | -               | -               | -               | CU                 | 10                 | -7                 | -           | -           | -           | 28     | -22       |
| Totale Brøndby           | Totale Brøndby           | Totale Brøndby           | 119        | -15+; 2    |                 | -               | -               |                    | 20                 | -19                |             | -           | -           | 139    | -34+; 2   |
| 1991-1992                | Manchester Utd           | FD                       | 40         | -30        | FACup+CdL       | 3+6             | -2 + -3         | CdC                | 3                  | -3                 | SU          | 1           | 0           | 53     | -38       |
| 1992-1993                | Manchester Utd           | PL                       | 42         | -31        | FACup+CdL       | 3+2             | -2 + -1         | CU                 | 1                  | 0                  | -           | -           | -           | 48     | -34       |
| 1993-1994                | Manchester Utd           | PL                       | 40         | -38        | FACup+CdL       | 7+8             | -3 + -9         | UCL                | 4                  | -6                 | CS          | 1           | -1          | 60     | -57       |
| 1994-1995                | Manchester Utd           | PL                       | 32         | -15        | FACup+CdL       | 7+0             | -6              | UCL                | 3                  | -4                 | CS          | 1           | 0           | 43     | -25       |
| 1995-1996                | Manchester Utd           | PL                       | 36         | -30        | FACup+CdL       | 6+1             | -3 + -1         | CU                 | 2                  | -2; 1              | -           | -           | -           | 45     | -36; 1    |
| 1996-1997                | Manchester Utd           | PL                       | 36         | -42        | FACup+CdL       | 3+0             | -2              | UCL                | 9                  | -4                 | CS          | 1           | 0           | 49     | -48       |
| 1997-1998                | Manchester Utd           | PL                       | 32         | -21        | FACup+CdL       | 4+0             | -8              | UCL                | 7                  | -5                 | CS          | 1           | -1          | 44     | -35       |
| 1998-1999                | Manchester Utd           | PL                       | 34         | -35        | FACup+CdL       | 8+0             | -3              | UCL                | 13                 | -16                | CS          | 1           | -3          | 56     | -57       |
| Totale Manchester United | Totale Manchester United | Totale Manchester United | 292        | -242       |                 | 58              | -43             |                    | 42                 | -40; 1             |             | 6           | -5          | 398    | -330; 1   |
| 1999-2000                | Sporting Lisbona         | PL                       | 28         | -17        | TP              | 4               | -4              | CU                 | 2                  | -3                 | -           | -           | -           | 34     | -24       |
| 2000-2001                | Sporting Lisbona         | PL                       | 27         | -30        | TP              | 2               | -2              | UCL                | 4                  | -11                | SP          | 3           | -1          | 36     | -44       |
| Totale Sporting Lisbona  | Totale Sporting Lisbona  | Totale Sporting Lisbona  | 55         | -47        |                 | 6               | -6              |                    | 6                  | -14                |             | 3           | -1          | 70     | -68       |
| 2001-2002                | Aston Villa              | PL                       | 29         | -37; 1     | FACup+CdL       | 1+2             | -3 + -1         | CU+Int             | 2+2                | -3 + -1            | -           | -           | -           | 36     | -45; 1    |
| 2002-2003                | Manchester City          | PL                       | 29         | -38        | FACup+CdL       | 1+1             | -1 + -2         | -                  | -                  | -                  | -           | -           | -           | 31     | -41       |
| Totale carriera          | Totale carriera          | Totale carriera          | 658        | -379+; 9   |                 | 69              | -53             |                    | 72                 | -76; 1             |             | 9           | -6          | 808    | -514+; 10 |

### Cronologia presenze e reti in nazionale
| Cronologia completa delle presenze e delle reti in nazionale ― Danimarca | Cronologia completa delle presenze e delle reti in nazionale ― Danimarca | Cronologia completa delle presenze e delle reti in nazionale ― Danimarca | Cronologia completa delle presenze e delle reti in nazionale ― Danimarca | Cronologia completa delle presenze e delle reti in nazionale ― Danimarca | Cronologia completa delle presenze e delle reti in nazionale ― Danimarca | Cronologia completa delle presenze e delle reti in nazionale ― Danimarca | Cronologia completa delle presenze e delle reti in nazionale ― Danimarca |
| Data                                                                     | Città                                                                    | In casa                                                                  | Risultato                                                                | Ospiti                                                                   | Competizione                                                             | Reti                                                                     | Note                                                                     |
| ------------------------------------------------------------------------ | ------------------------------------------------------------------------ | ------------------------------------------------------------------------ | ------------------------------------------------------------------------ | ------------------------------------------------------------------------ | ------------------------------------------------------------------------ | ------------------------------------------------------------------------ | ------------------------------------------------------------------------ |
| 20-5-1987                                                                | Livadeia                                                                 | Grecia olimpica                                                          | 0 – 5                                                                    | Danimarca olimpica                                                       | Qual. Olimpiadi 1988                                                     | -                                                                        |                                                                          |
| 10-6-1987                                                                | Aalborg                                                                  | Danimarca olimpica                                                       | 8 – 0                                                                    | Romania olimpica                                                         | Qual. Olimpiadi 1988                                                     | -                                                                        |                                                                          |
| 3-9-1987                                                                 | Cluj-Napoca                                                              | Romania olimpica                                                         | 1 – 2                                                                    | Danimarca olimpica                                                       | Qual. Olimpiadi 1988                                                     | -1                                                                       |                                                                          |
| 28-10-1987                                                               | Stettino                                                                 | Polonia olimpica                                                         | 0 – 2                                                                    | Danimarca olimpica                                                       | Qual. Olimpiadi 1988                                                     | -                                                                        |                                                                          |
| 18-11-1987                                                               | Aarhus                                                                   | Danimarca olimpica                                                       | 0 – 1                                                                    | Germania Ovest olimpica                                                  | Qual. Olimpiadi 1988                                                     | -1                                                                       |                                                                          |
| 30-3-1988                                                                | Osnabrück                                                                | Germania Ovest olimpica                                                  | 1 – 1                                                                    | Danimarca olimpica                                                       | Qual. Olimpiadi 1988                                                     | -1                                                                       |                                                                          |
| 20-4-1988                                                                | Aalborg                                                                  | Danimarca olimpica                                                       | 4 – 0                                                                    | Grecia olimpica                                                          | Qual. Olimpiadi 1988                                                     | -                                                                        |                                                                          |
| 10-5-1988                                                                | Budapest                                                                 | Ungheria                                                                 | 2 – 2                                                                    | Danimarca                                                                | Amichevole                                                               | -2                                                                       |                                                                          |
| 18-5-1988                                                                | Aarhus                                                                   | Danimarca olimpica                                                       | 3 – 0                                                                    | Polonia olimpica                                                         | Qual. Olimpiadi 1988                                                     | -                                                                        |                                                                          |
| 5-6-1988                                                                 | Odense                                                                   | Danimarca                                                                | 3 – 1                                                                    | Belgio                                                                   | Amichevole                                                               | -1                                                                       |                                                                          |
| 14-6-1988                                                                | Gelsenkirchen                                                            | Germania Ovest                                                           | 2 – 0                                                                    | Danimarca                                                                | Euro 1988 - 1º turno                                                     | -2                                                                       |                                                                          |
| 17-6-1988                                                                | Colonia                                                                  | Italia                                                                   | 2 – 0                                                                    | Danimarca                                                                | Euro 1988 - 1º turno                                                     | -2                                                                       |                                                                          |
| 31-8-1988                                                                | Stoccolma                                                                | Svezia                                                                   | 1 – 2                                                                    | Danimarca                                                                | Amichevole                                                               | -1                                                                       |                                                                          |
| 28-9-1988                                                                | Copenaghen                                                               | Danimarca                                                                | 1 – 0                                                                    | Islanda                                                                  | Amichevole                                                               | -                                                                        |                                                                          |
| 19-10-1988                                                               | Amarousio                                                                | Grecia                                                                   | 1 – 1                                                                    | Danimarca                                                                | Qual. Mondiali 1990                                                      | -1                                                                       |                                                                          |
| 2-11-1988                                                                | Copenaghen                                                               | Danimarca                                                                | 1 – 1                                                                    | Bulgaria                                                                 | Qual. Mondiali 1990                                                      | -1                                                                       |                                                                          |
| 8-2-1989                                                                 | Ta' Qali                                                                 | Malta                                                                    | 0 – 2                                                                    | Danimarca                                                                | Amichevole                                                               | -                                                                        |                                                                          |
| 10-2-1989                                                                | Ta' Qali                                                                 | Finlandia                                                                | 0 – 0                                                                    | Danimarca                                                                | Amichevole                                                               | -                                                                        |                                                                          |
| 12-2-1989                                                                | Ta' Qali                                                                 | Algeria                                                                  | 0 – 0                                                                    | Danimarca                                                                | Amichevole                                                               | -                                                                        |                                                                          |
| 22-2-1989                                                                | Pisa                                                                     | Italia                                                                   | 1 – 0                                                                    | Danimarca                                                                | Amichevole                                                               | -1                                                                       |                                                                          |
| 12-4-1989                                                                | Aalborg                                                                  | Danimarca                                                                | 2 – 0                                                                    | Canada                                                                   | Amichevole                                                               | -                                                                        |                                                                          |
| 26-4-1989                                                                | Sofia                                                                    | Bulgaria                                                                 | 0 – 2                                                                    | Danimarca                                                                | Qual. Mondiali 1990                                                      | -                                                                        |                                                                          |
| 17-5-1989                                                                | Copenaghen                                                               | Danimarca                                                                | 7 – 1                                                                    | Grecia                                                                   | Qual. Mondiali 1990                                                      | -1                                                                       |                                                                          |
| 7-6-1989                                                                 | Copenaghen                                                               | Danimarca                                                                | 1 – 1                                                                    | Inghilterra                                                              | Amichevole                                                               | -1                                                                       |                                                                          |
| 23-8-1989                                                                | Bruges                                                                   | Belgio                                                                   | 3 – 0                                                                    | Danimarca                                                                | Amichevole                                                               | -3                                                                       |                                                                          |
| 6-9-1989                                                                 | Amsterdam                                                                | Paesi Bassi                                                              | 2 – 2                                                                    | Danimarca                                                                | Amichevole                                                               | -2                                                                       |                                                                          |
| 11-10-1989                                                               | Copenaghen                                                               | Danimarca                                                                | 3 – 0                                                                    | Romania                                                                  | Qual. Mondiali 1990                                                      | -                                                                        |                                                                          |
| 15-11-1989                                                               | Bucarest                                                                 | Romania                                                                  | 3 – 1                                                                    | Danimarca                                                                | Qual. Mondiali 1990                                                      | -3                                                                       |                                                                          |
| 5-2-1990                                                                 | Dubai                                                                    | Emirati Arabi Uniti                                                      | 1 – 1                                                                    | Danimarca                                                                | Amichevole                                                               | -1                                                                       |                                                                          |
| 14-2-1990                                                                | Il Cairo                                                                 | Egitto                                                                   | 0 – 0                                                                    | Danimarca                                                                | Amichevole                                                               | -                                                                        |                                                                          |
| 11-4-1990                                                                | Copenaghen                                                               | Danimarca                                                                | 1 – 0                                                                    | Turchia                                                                  | Amichevole                                                               | -                                                                        |                                                                          |
| 15-5-1990                                                                | Londra                                                                   | Inghilterra                                                              | 1 – 0                                                                    | Danimarca                                                                | Amichevole                                                               | -1                                                                       |                                                                          |
| 30-5-1990                                                                | Kaiserslautern                                                           | Germania Ovest                                                           | 1 – 0                                                                    | Danimarca                                                                | Amichevole                                                               | -1                                                                       |                                                                          |
| 5-9-1990                                                                 | Västerås                                                                 | Svezia                                                                   | 0 – 1                                                                    | Danimarca                                                                | Amichevole                                                               | -                                                                        |                                                                          |
| 11-9-1990                                                                | Copenaghen                                                               | Danimarca                                                                | 1 – 0                                                                    | Galles                                                                   | Amichevole                                                               | -                                                                        |                                                                          |
| 10-10-1990                                                               | Copenaghen                                                               | Danimarca                                                                | 4 – 1                                                                    | Fær Øer                                                                  | Qual. Euro 1992                                                          | -1                                                                       |                                                                          |
| 17-10-1990                                                               | Belfast                                                                  | Irlanda del Nord                                                         | 1 – 1                                                                    | Danimarca                                                                | Qual. Euro 1992                                                          | -1                                                                       |                                                                          |
| 14-11-1990                                                               | Copenaghen                                                               | Danimarca                                                                | 0 – 2                                                                    | Jugoslavia                                                               | Qual. Euro 1992                                                          | -2                                                                       |                                                                          |
| 1-5-1991                                                                 | Belgrado                                                                 | Jugoslavia                                                               | 1 – 2                                                                    | Danimarca                                                                | Qual. Euro 1992                                                          | -1                                                                       |                                                                          |
| 5-6-1991                                                                 | Odense                                                                   | Danimarca                                                                | 2 – 1                                                                    | Austria                                                                  | Qual. Euro 1992                                                          | -1                                                                       |                                                                          |
| 12-6-1991                                                                | Malmö                                                                    | Italia                                                                   | 2 – 0 dts                                                                | Danimarca                                                                | Amichevole                                                               | -2                                                                       |                                                                          |
| 15-6-1991                                                                | Norrköping                                                               | Svezia                                                                   | 4 – 0                                                                    | Danimarca                                                                | Amichevole                                                               | -4                                                                       |                                                                          |
| 25-9-1991                                                                | Landskrona                                                               | Fær Øer                                                                  | 0 – 4                                                                    | Danimarca                                                                | Qual. Euro 1992                                                          | -                                                                        |                                                                          |
| 9-10-1991                                                                | Vienna                                                                   | Austria                                                                  | 0 – 3                                                                    | Danimarca                                                                | Qual. Euro 1992                                                          | -                                                                        |                                                                          |
| 13-11-1991                                                               | Odense                                                                   | Danimarca                                                                | 2 – 1                                                                    | Irlanda del Nord                                                         | Qual. Euro 1992                                                          | -1                                                                       |                                                                          |
| 29-4-1992                                                                | Aarhus                                                                   | Danimarca                                                                | 1 – 0                                                                    | Norvegia                                                                 | Amichevole                                                               | -                                                                        |                                                                          |
| 3-6-1992                                                                 | Brøndby                                                                  | Danimarca                                                                | 1 – 1                                                                    | Comunità degli Stati Indipendenti                                        | Amichevole                                                               | -1                                                                       |                                                                          |
| 11-6-1992                                                                | Malmö                                                                    | Danimarca                                                                | 0 – 0                                                                    | Inghilterra                                                              | Euro 1992 - 1º turno                                                     | -                                                                        |                                                                          |
| 14-6-1992                                                                | Solna                                                                    | Svezia                                                                   | 1 – 0                                                                    | Danimarca                                                                | Euro 1992 - 1º turno                                                     | -1                                                                       |                                                                          |
| 17-6-1992                                                                | Malmö                                                                    | Francia                                                                  | 1 – 2                                                                    | Danimarca                                                                | Euro 1992 - 1º turno                                                     | -1                                                                       |                                                                          |
| 22-6-1992                                                                | Göteborg                                                                 | Paesi Bassi                                                              | 2 – 2 dts (4 – 5 dtr)                                                    | Danimarca                                                                | Euro 1992 - Semifinale                                                   | -2                                                                       |                                                                          |
| 26-6-1992                                                                | Göteborg                                                                 | Danimarca                                                                | 2 – 0                                                                    | Germania                                                                 | Euro 1992 - Finale                                                       | -                                                                        |                                                                          |
| 26-8-1992                                                                | Riga                                                                     | Lettonia                                                                 | 0 – 0                                                                    | Danimarca                                                                | Qual. Mondiali 1994                                                      | -                                                                        |                                                                          |
| 9-9-1992                                                                 | Copenaghen                                                               | Danimarca                                                                | 1 – 2                                                                    | Germania                                                                 | Amichevole                                                               | -2                                                                       |                                                                          |
| 23-9-1992                                                                | Vilnius                                                                  | Lituania                                                                 | 0 – 0                                                                    | Danimarca                                                                | Qual. Mondiali 1994                                                      | -                                                                        |                                                                          |
| 14-10-1992                                                               | Copenaghen                                                               | Danimarca                                                                | 0 – 0                                                                    | Irlanda                                                                  | Qual. Mondiali 1994                                                      | -                                                                        |                                                                          |
| 18-11-1992                                                               | Belfast                                                                  | Irlanda del Nord                                                         | 0 – 1                                                                    | Danimarca                                                                | Qual. Mondiali 1994                                                      | -                                                                        |                                                                          |
| 24-2-1993                                                                | Mar del Plata                                                            | Argentina                                                                | 1 – 1                                                                    | Danimarca                                                                | Amichevole                                                               | -1                                                                       |                                                                          |
| 31-3-1993                                                                | Copenaghen                                                               | Danimarca                                                                | 1 – 0                                                                    | Spagna                                                                   | Qual. Mondiali 1994                                                      | -                                                                        |                                                                          |
| 14-4-1993                                                                | Copenaghen                                                               | Danimarca                                                                | 2 – 0                                                                    | Lettonia                                                                 | Qual. Mondiali 1994                                                      | -                                                                        |                                                                          |
| 28-4-1993                                                                | Dublino                                                                  | Irlanda                                                                  | 1 – 1                                                                    | Danimarca                                                                | Qual. Mondiali 1994                                                      | -1                                                                       |                                                                          |
| 2-6-1993                                                                 | Copenaghen                                                               | Danimarca                                                                | 4 – 0                                                                    | Albania                                                                  | Qual. Mondiali 1994                                                      | -                                                                        |                                                                          |
| 25-8-1993                                                                | Copenaghen                                                               | Danimarca                                                                | 4 – 0                                                                    | Lituania                                                                 | Qual. Mondiali 1994                                                      | -                                                                        |                                                                          |
| 8-9-1993                                                                 | Tirana                                                                   | Albania                                                                  | 0 – 1                                                                    | Danimarca                                                                | Qual. Mondiali 1994                                                      | -                                                                        |                                                                          |
| 13-10-1993                                                               | Copenaghen                                                               | Danimarca                                                                | 1 – 0                                                                    | Irlanda del Nord                                                         | Qual. Mondiali 1994                                                      | -                                                                        |                                                                          |
| 17-11-1993                                                               | Siviglia                                                                 | Spagna                                                                   | 1 – 0                                                                    | Danimarca                                                                | Qual. Mondiali 1994                                                      | -1                                                                       |                                                                          |
| 9-3-1994                                                                 | Londra                                                                   | Inghilterra                                                              | 1 – 0                                                                    | Danimarca                                                                | Amichevole                                                               | -1                                                                       |                                                                          |
| 26-5-1994                                                                | Copenaghen                                                               | Danimarca                                                                | 1 – 0                                                                    | Svezia                                                                   | Amichevole                                                               | -                                                                        |                                                                          |
| 1-6-1994                                                                 | Oslo                                                                     | Norvegia                                                                 | 2 – 1                                                                    | Danimarca                                                                | Amichevole                                                               | -2                                                                       |                                                                          |
| 17-8-1994                                                                | Copenaghen                                                               | Danimarca                                                                | 2 – 1                                                                    | Finlandia                                                                | Amichevole                                                               | -1                                                                       |                                                                          |
| 7-9-1994                                                                 | Skopje                                                                   | Macedonia                                                                | 1 – 1                                                                    | Danimarca                                                                | Qual. Euro 1996                                                          | -1                                                                       |                                                                          |
| 12-10-1994                                                               | Copenaghen                                                               | Danimarca                                                                | 3 – 1                                                                    | Belgio                                                                   | Qual. Euro 1996                                                          | -1                                                                       |                                                                          |
| 16-11-1994                                                               | Barcellona                                                               | Spagna                                                                   | 3 – 0                                                                    | Danimarca                                                                | Qual. Euro 1996                                                          | -3                                                                       |                                                                          |
| 29-3-1995                                                                | Limassol                                                                 | Cipro                                                                    | 1 – 1                                                                    | Danimarca                                                                | Qual. Euro 1996                                                          | -1                                                                       |                                                                          |
| 26-4-1995                                                                | Copenaghen                                                               | Danimarca                                                                | 1 – 0                                                                    | Macedonia                                                                | Qual. Euro 1996                                                          | -                                                                        |                                                                          |
| 31-5-1995                                                                | Helsinki                                                                 | Finlandia                                                                | 0 – 1                                                                    | Danimarca                                                                | Amichevole                                                               | -                                                                        |                                                                          |
| 7-6-1995                                                                 | Copenaghen                                                               | Danimarca                                                                | 4 – 0                                                                    | Cipro                                                                    | Qual. Euro 1996                                                          | -                                                                        |                                                                          |
| 16-8-1995                                                                | Erevan                                                                   | Armenia                                                                  | 0 – 2                                                                    | Danimarca                                                                | Qual. Euro 1996                                                          | -                                                                        |                                                                          |
| 6-9-1995                                                                 | Bruxelles                                                                | Belgio                                                                   | 1 – 3                                                                    | Danimarca                                                                | Qual. Euro 1996                                                          | -1                                                                       |                                                                          |
| 11-10-1995                                                               | Copenaghen                                                               | Danimarca                                                                | 1 – 1                                                                    | Spagna                                                                   | Qual. Euro 1996                                                          | -1                                                                       |                                                                          |
| 15-11-1995                                                               | Copenaghen                                                               | Danimarca                                                                | 3 – 1                                                                    | Armenia                                                                  | Qual. Euro 1996                                                          | -1                                                                       |                                                                          |
| 27-3-1996                                                                | Monaco di Baviera                                                        | Germania                                                                 | 2 – 0                                                                    | Danimarca                                                                | Amichevole                                                               | -2                                                                       |                                                                          |
| 24-4-1996                                                                | Copenaghen                                                               | Danimarca                                                                | 2 – 0                                                                    | Scozia                                                                   | Amichevole                                                               | -                                                                        |                                                                          |
| 2-6-1996                                                                 | Copenaghen                                                               | Danimarca                                                                | 1 – 0                                                                    | Ghana                                                                    | Amichevole                                                               | -                                                                        |                                                                          |
| 9-6-1996                                                                 | Sheffield                                                                | Portogallo                                                               | 1 – 1                                                                    | Danimarca                                                                | Euro 1996 - 1º turno                                                     | -1                                                                       |                                                                          |
| 16-6-1996                                                                | Sheffield                                                                | Croazia                                                                  | 3 – 0                                                                    | Danimarca                                                                | Euro 1996 - 1º turno                                                     | -3                                                                       |                                                                          |
| 19-6-1996                                                                | Sheffield                                                                | Danimarca                                                                | 3 – 0                                                                    | Turchia                                                                  | Euro 1996 - 1º turno                                                     | -                                                                        |                                                                          |
| 14-8-1996                                                                | Göteborg                                                                 | Svezia                                                                   | 0 – 1                                                                    | Danimarca                                                                | Amichevole                                                               | -                                                                        | cap.                                                                     |
| 1-9-1996                                                                 | Lubiana                                                                  | Slovenia                                                                 | 0 – 2                                                                    | Danimarca                                                                | Qual. Mondiali 1998                                                      | -                                                                        |                                                                          |
| 9-10-1996                                                                | Copenaghen                                                               | Danimarca                                                                | 2 – 1                                                                    | Grecia                                                                   | Qual. Mondiali 1998                                                      | -1                                                                       |                                                                          |
| 9-11-1996                                                                | Copenaghen                                                               | Danimarca                                                                | 1 – 0                                                                    | Francia                                                                  | Amichevole                                                               | -                                                                        | cap.                                                                     |
| 29-3-1997                                                                | Spalato                                                                  | Croazia                                                                  | 1 – 1                                                                    | Danimarca                                                                | Qual. Mondiali 1998                                                      | -1                                                                       | cap.                                                                     |
| 30-4-1997                                                                | Copenaghen                                                               | Danimarca                                                                | 4 – 0                                                                    | Slovenia                                                                 | Qual. Mondiali 1998                                                      | -                                                                        | cap.                                                                     |
| 8-6-1997                                                                 | Copenaghen                                                               | Danimarca                                                                | 2 – 0                                                                    | Bosnia ed Erzegovina                                                     | Qual. Mondiali 1998                                                      | -                                                                        | cap.                                                                     |
| 20-8-1997                                                                | Zenica                                                                   | Bosnia ed Erzegovina                                                     | 3 – 0                                                                    | Danimarca                                                                | Qual. Mondiali 1998                                                      | -3                                                                       |                                                                          |
| 10-9-1997                                                                | Copenaghen                                                               | Danimarca                                                                | 3 – 1                                                                    | Croazia                                                                  | Qual. Mondiali 1998                                                      | -1                                                                       |                                                                          |
| 11-10-1997                                                               | Atene                                                                    | Grecia                                                                   | 0 – 0                                                                    | Danimarca                                                                | Qual. Mondiali 1998                                                      | -                                                                        | cap.                                                                     |
| 22-4-1998                                                                | Copenaghen                                                               | Danimarca                                                                | 0 – 2                                                                    | Norvegia                                                                 | Amichevole                                                               | -2                                                                       |                                                                          |
| 28-5-1998                                                                | Malmö                                                                    | Svezia                                                                   | 3 – 0                                                                    | Danimarca                                                                | Amichevole                                                               | -3                                                                       |                                                                          |
| 5-6-1998                                                                 | Odense                                                                   | Danimarca                                                                | 1 – 2                                                                    | Camerun                                                                  | Amichevole                                                               | -2                                                                       |                                                                          |
| 12-6-1998                                                                | Lens                                                                     | Arabia Saudita                                                           | 0 – 1                                                                    | Danimarca                                                                | Mondiali 1998 - 1º turno                                                 | -                                                                        |                                                                          |
| 18-6-1998                                                                | Tolosa                                                                   | Sudafrica                                                                | 1 – 1                                                                    | Danimarca                                                                | Mondiali 1998 - 1º turno                                                 | -1                                                                       |                                                                          |
| 24-6-1998                                                                | Lione                                                                    | Francia                                                                  | 2 – 1                                                                    | Danimarca                                                                | Mondiali 1998 - 1º turno                                                 | -2                                                                       |                                                                          |
| 28-6-1998                                                                | Saint-Denis                                                              | Danimarca                                                                | 4 – 1                                                                    | Nigeria                                                                  | Mondiali 1998 - Ottavi di finale                                         | -1                                                                       |                                                                          |
| 3-7-1998                                                                 | Nantes                                                                   | Brasile                                                                  | 3 – 2                                                                    | Danimarca                                                                | Mondiali 1998 - Quarti di finale                                         | -3                                                                       |                                                                          |
| 19-8-1998                                                                | Praga                                                                    | Rep. Ceca                                                                | 1 – 0                                                                    | Danimarca                                                                | Amichevole                                                               | -1                                                                       | cap.                                                                     |
| 5-9-1998                                                                 | Minsk                                                                    | Bielorussia                                                              | 0 – 0                                                                    | Danimarca                                                                | Qual. Euro 2000                                                          | -                                                                        | cap.                                                                     |
| 10-2-1999                                                                | Spalato                                                                  | Croazia                                                                  | 0 – 1                                                                    | Danimarca                                                                | Amichevole                                                               | -                                                                        | cap.                                                                     |
| 27-3-1999                                                                | Copenaghen                                                               | Danimarca                                                                | 1 – 2                                                                    | Italia                                                                   | Qual. Euro 2000                                                          | -2                                                                       | cap.                                                                     |
| 28-4-1999                                                                | Copenaghen                                                               | Danimarca                                                                | 1 – 1                                                                    | Sudafrica                                                                | Amichevole                                                               | -1                                                                       | cap.                                                                     |
| 5-6-1999                                                                 | Copenaghen                                                               | Danimarca                                                                | 1 – 0                                                                    | Bielorussia                                                              | Qual. Euro 2000                                                          | -                                                                        | cap.                                                                     |
| 9-6-1999                                                                 | Liverpool                                                                | Galles                                                                   | 0 – 2                                                                    | Danimarca                                                                | Qual. Euro 2000                                                          | -                                                                        | cap.                                                                     |
| 18-8-1999                                                                | Copenaghen                                                               | Danimarca                                                                | 0 – 0                                                                    | Paesi Bassi                                                              | Amichevole                                                               | -                                                                        | cap.                                                                     |
| 4-9-1999                                                                 | Odense                                                                   | Danimarca                                                                | 2 – 1                                                                    | Svizzera                                                                 | Qual. Euro 2000                                                          | -1                                                                       | cap.                                                                     |
| 8-9-1999                                                                 | Napoli                                                                   | Italia                                                                   | 2 – 3                                                                    | Danimarca                                                                | Qual. Euro 2000                                                          | -2                                                                       | cap.                                                                     |
| 10-10-1999                                                               | Copenaghen                                                               | Danimarca                                                                | 0 – 0                                                                    | Iran                                                                     | Amichevole                                                               | -                                                                        | cap.                                                                     |
| 13-11-1999                                                               | Haifa                                                                    | Israele                                                                  | 0 – 5                                                                    | Danimarca                                                                | Qual. Euro 2000                                                          | -                                                                        | cap.                                                                     |
| 17-11-1999                                                               | Copenaghen                                                               | Danimarca                                                                | 3 – 0                                                                    | Israele                                                                  | Qual. Euro 2000                                                          | -                                                                        | cap.                                                                     |
| 29-3-2000                                                                | Leiria                                                                   | Portogallo                                                               | 2 – 1                                                                    | Danimarca                                                                | Amichevole                                                               | -2                                                                       | cap.                                                                     |
| 26-4-2000                                                                | Copenaghen                                                               | Danimarca                                                                | 0 – 1                                                                    | Svezia                                                                   | Amichevole                                                               | -1                                                                       | cap.                                                                     |
| 3-6-2000                                                                 | Odense                                                                   | Danimarca                                                                | 2 – 2                                                                    | Belgio                                                                   | Amichevole                                                               | -2;1                                                                     | cap.                                                                     |
| 11-6-2000                                                                | Bruges                                                                   | Francia                                                                  | 3 – 0                                                                    | Danimarca                                                                | Euro 2000 - 1º turno                                                     | -3                                                                       | cap.                                                                     |
| 16-6-2000                                                                | Rotterdam                                                                | Danimarca                                                                | 0 – 3                                                                    | Paesi Bassi                                                              | Euro 2000 - 1º turno                                                     | -3                                                                       | cap.                                                                     |
| 21-6-2000                                                                | Liegi                                                                    | Rep. Ceca                                                                | 2 – 0                                                                    | Danimarca                                                                | Euro 2000 - 1º turno                                                     | -2                                                                       | cap.                                                                     |
| 16-8-2000                                                                | Tórshavn                                                                 | Fær Øer                                                                  | 0 – 2                                                                    | Danimarca                                                                | Amichevole                                                               | -                                                                        | cap.                                                                     |
| 2-9-2000                                                                 | Reykjavík                                                                | Islanda                                                                  | 1 – 2                                                                    | Danimarca                                                                | Qual. Mondiali 2002                                                      | -1                                                                       | cap.                                                                     |
| 7-10-2000                                                                | Belfast                                                                  | Irlanda del Nord                                                         | 1 – 1                                                                    | Danimarca                                                                | Qual. Mondiali 2002                                                      | -1                                                                       | cap.                                                                     |
| 11-10-2000                                                               | Copenaghen                                                               | Danimarca                                                                | 1 – 1                                                                    | Bulgaria                                                                 | Qual. Mondiali 2002                                                      | -1                                                                       | cap.                                                                     |
| 25-4-2001                                                                | Copenaghen                                                               | Danimarca                                                                | 3 – 0                                                                    | Slovenia                                                                 | Amichevole                                                               | -                                                                        | cap.                                                                     |
| Totale                                                                   |                                                                          | Presenze (3º posto)                                                      | 129                                                                      |                                                                          | Reti                                                                     | -112; +1                                                                 |                                                                          |

## Palmarès

### Club

#### Competizioni nazionali
- Campionato danese: 4

Brøndby: 1987, 1988, 1990, 1991
- Coppa di Danimarca: 1

Brøndby: 1988-1989
- Coppa di Lega inglese: 1

Manchester United: 1991-1992
- Campionato inglese: 5

Manchester United: 1992-1993, 1993-1994, 1995-1996, 1996-1997, 1998-1999
- Coppa d'Inghilterra: 3

Manchester United: 1993-1994, 1995-1996, 1998-1999
- Charity Shield: 4

Manchester United: 1993, 1994, 1996, 1997
- Campionato portoghese: 1

Sporting Lisbona: 1999-2000
- Supercoppa di Portogallo: 1

Sporting Lisbona: 2000

#### Competizioni internazionali
- UEFA Champions League: 1

Manchester United: 1998-1999
- Supercoppa UEFA: 1

Manchester United: 1991
- Coppa Intertoto UEFA: 1

Aston Villa 2001

### Nazionale
- Campionato d'Europa: 1

Svezia 1992

### Individuale
- Calciatore danese dell'anno: 3

1990, 1993, 1999
- Top 11 all'Europeo: 1

Svezia 1992
- Miglior portiere dell'anno IFFHS: 2

1992, 1993
- Miglior portiere della UEFA Champions League: 1

1997-1998
- Candidato al Dream Team del Pallone d'oro (2020)

## Opere
- (EN) Schmeichel: The Autobiography, 2ª ed., Londra, Virgin Publishing, 2000, ISBN 0-7535-0444-8.